# José Llana
Jose Llana (Manila, 5 de mayo de 1976) es un actor y cantante filipino, aunque el reside actualmente desde su niñez en los Estados Unidos. Fue en este país donde empezó su carrera artística.
En el medio de la televisión de la cadena de HBO, filmó sexo y la ciudad, junto a Margaret Cho y ha hecho su principio comercial como vendedor de computadora para la ciudad del circuito en 1999. Él apareció en la película de la característica de los cuadros 2005 de Sony tirón enfrente Smith y Eva Mendes así como de aparecer en el  inconsciente del  independiente de la película. José es también artista mejor-vendedor de la grabación en su natural Filipinas que registran su álbum a solas del principio,  de Jose del , en 2004 bajo etiqueta de VIVA Filipinas. entre sus canciones conocidas son  canción del tambor de la flor cantantdo junto a Lea Salonga.